# Altar
Altar – pustynia w północno-zachodnim Meksyku (Sonora), nad Zatoką Kalifornijską. Wchodzi w skład Pustyni Sonora. Altar jest również nazwą gmin wchodzących w skład tego stanu.
Ma długość około 300 km, a szerokość waha się między 60 a 130 km.